# Penney Farms
Penney Farms ist eine Stadt im Clay County im US-Bundesstaat Florida. Das U.S. Census Bureau hat bei der Volkszählung 2020 eine Einwohnerzahl von 821 ermittelt. 

## Geographie
Penney Farms liegt rund 10 Kilometer westlich von Green Cove Springs sowie etwa 30 Kilometer südlich von Jacksonville.

## Demographische Daten
Laut der Volkszählung 2010 verteilten sich die damaligen 749 Einwohner auf 447 Haushalte. Die Bevölkerungsdichte lag bei 208,1 Einw./km². 90,4 % der Bevölkerung bezeichneten sich als Weiße, 6,5 % als Afroamerikaner und 0,9 % als Asian Americans. 0,7 % gaben die Angehörigkeit zu einer anderen Ethnie und 1,5 % zu mehreren Ethnien an. 1,1 % der Bevölkerung bestand aus Hispanics oder Latinos.
Im Jahr 2010 lebten in 3,9 % aller Haushalte Kinder unter 18 Jahren sowie 87,3 % aller Haushalte Personen mit mindestens 65 Jahren. 46,6 % der Haushalte waren Familienhaushalte (bestehend aus verheirateten Paaren mit oder ohne Nachkommen bzw. einem Elternteil mit Nachkomme). Die durchschnittliche Größe eines Haushalts lag bei 1,61 Personen und die durchschnittliche Familiengröße bei 2,22 Personen.
4,9 % der Bevölkerung waren jünger als 20 Jahre, 3,1 % waren 20 bis 39 Jahre alt, 7,9 % waren 40 bis 59 Jahre alt und 84,0 % waren mindestens 60 Jahre alt. Das mittlere Alter betrug 81 Jahre. 39,8 % der Bevölkerung waren männlich und 60,2 % weiblich.
Das durchschnittliche Jahreseinkommen lag bei 36.354 $, dabei lebten 17,8 % der Bevölkerung unter der Armutsgrenze.
Im Jahr 2000 war Englisch die Muttersprache von 97,28 % der Bevölkerung, hindi sprachen 1,95 % und 0,78 % sprachen französisch.

## Sehenswürdigkeiten
Am 3. Februar 1999 wurde das Memorial Home Community Historic District in das National Register of Historic Places eingetragen.

## Verkehr
Penney Farms wird von der Florida State Road 16 durchquert.
Der nächste Flughafen ist der rund 65 Kilometer nördlich gelegene Jacksonville International Airport.